# Gregor Gysi
Gregor Florian Gysi (ur. 16 stycznia 1948 w Berlinie) – niemiecki polityk, prawnik, adwokat, żydowskiego pochodzenia, członek Die Linke, deputowany do Bundestagu (1990-2002, od 2005).
W roku 1989 ostatni przewodniczący Socjalistycznej Partii Jedności Niemiec, następnie w latach 1990–1993 przewodniczący PDS i szef jej frakcji parlamentarnej (1990–2000). Od 2005 do 2015 przewodniczący klubu parlamentarnego Linkspartei i Die Linke. W latach 2016–2019 pełnił funkcję przewodniczącego Partii Europejskiej Lewicy.

## Życiorys
Syn enerdowskiego ministra Klausa Gysiego (1912–1999) i jego żony Irene Lessing (1912–2007). Dorastał w Berlinie Wschodnim w dzielnicy Johannisthal. W 1962 roku wstąpił do młodzieżówki komunistycznej Wolna Młodzież Niemiecka, następnie w 1967 roku został członkiem Socjalistycznej Partii Jedności Niemiec (SED). W 1966 roku zdał egzamin maturalny, a następnie w latach do 1970 studiował prawo na Uniwersytecie Humboldtów w Berlinie. W 1976 uzyskał stopień doktora nauk prawnych na podstawie rozprawy Zur Vervollkommnung des sozialistischen Rechtes im Rechtsverwirklichungsprozeß. 
Początkowo pracował jako asystent sędziego, następnie rozpoczął własną praktykę adwokacką. W czasach NRD Gysi bronił opozycjonistów oskarżanych w procesach politycznych. Był obrońcą m.in. Rudolfa Bahro, Roberta Havemanna i Bärbel Bohley. Od kwietnia 1988 do grudnia 1989 był przewodniczącym Kolegium Prawników w Berlinie Wschodnim i jednocześnie przewodniczącym Rady Kolegiów Adwokackich NRD.
Od 1989 do 1990 roku był członkiem Izby Ludowej Niemieckiej Republiki Demokratycznej. Po przekształceniu SED w Partei des Demokratischen Sozialismus (PDS), został jej liderem. Po zjednoczeniu Niemiec został członkiem Bundestagu i szefem klubu parlamentarnego PDS. Pełnił mandat deputowanego przez kolejne kadencje do 2002 roku. W 2001 roku Gysi został członkiem berlińskiej Izby Deputowanych. 17 stycznia 2002  został zastępcą burmistrza Berlina i senatorem ds. gospodarki, pracy i kobiet w gabinecie kierowanym przez Klausa Wowereita. 31 lipca 2002  zrezygnował ze wszystkich stanowisk w związku z tzw. aferą Bonusmeilen, związaną z wykorzystaniem przez deputowanych darmowych, służbowych przelotów lotniczych do celów prywatnych.

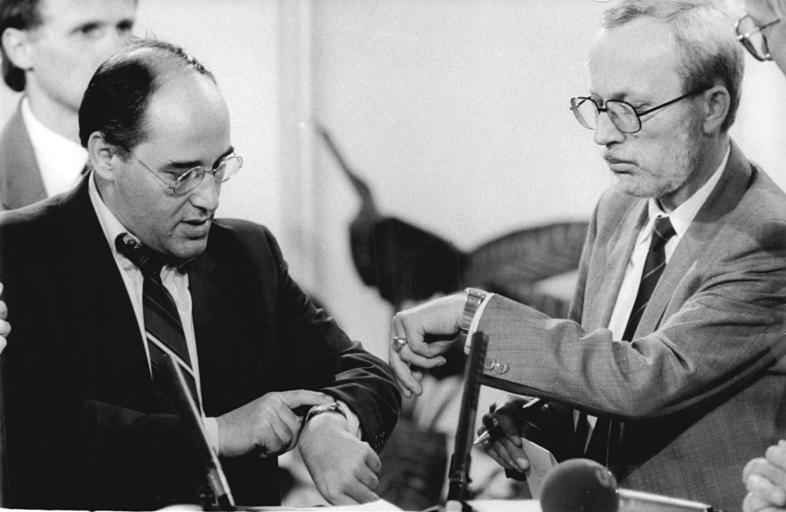
Gregor Gysi i Lothar de Maiziere (1990)

W wyborach do Bundestagu w 2005 powrócił do parlamentu, zdobywając mandat większościowy z okręgu Berlin-Pankow z wynikiem 40,4% głosów. Mandat zdobywał także w kolejnych wyborach w roku 2009, 2013, 2017 i 2021. W latach 2005–2015 był przewodniczącym grupy Die Linke w Bundestagu.
W 2016 roku został wybrany przewodniczącym Partii Europejskiej Lewicy. W 2017 roku opublikował autobiografię Ein Leben ist zu wenig. W latach 2020–2023 był rzecznikiem ds. polityki zagranicznej frakcji Die Linke.
W 2022 bronił w procesach sądowych aktywistów klimatycznych z Letzte Generation.
Od 2016 roku Gysi moderuje debaty z przedstawicielami świata polityki, kultury i dziennikarstwa w ramach serii spotkań Missverstehen Sie mich richtig!, które odbywają się z udziałem publiczności w teatrach Berlina. Od 2017 roku prowadzi na antenie n-tv copółroczny przegląd wydarzeń politycznych Gysi & Schmidt z Haraldem Schmidtem. Od 2023 roku wraz z Karlem-Theodorem zu Guttenbergiem prowadzi cotygodniowy podcast Gysi gegen Guttenberg - Der Deutschland Podcast.

## Oskarżenia o współpracę ze Stasi
Według niemieckiej Komisji ds. Immunitetów Gysi miał od 1975 roku współpracować ze Stasi jako tajny współpracownik pod pseudonimami Gregor i Notar. Sam Gysi wielokrotnie zaprzeczał jakoby współpracował z enerdowskimi służbami. W 2011 roku poświadczył swoją niewinność pod przysięgą przed hamburską prokuraturą.

## Życie prywatne
Jest ateistą. Dwukrotnie żonaty. Ma trójkę dzieci.